# Tora! Tora! Tora!
Tora! Tora! Tora! ist eine US-amerikanisch-japanische Kriegsfilm-Koproduktion aus dem Jahr 1970, die den japanischen Angriff auf Pearl Harbor thematisiert. Die Regisseure dramatisieren die Ereignisse, die zum Kriegseintritt der USA führten, sowohl aus Sicht der Amerikaner als auch der Japaner. Alternativtitel ist Die Schlacht, die die Welt in Brand setzte.

## Handlung
Im Jahr 1941 verhandeln US-amerikanische und japanische Diplomaten hartnäckig angesichts eines drohenden Krieges im Pazifik. Gleichzeitig rüsten beiden Seiten auf und bringen ihre Streitkräfte in Stellung. Funksprüche weisen auf eine baldige Offensive des fernöstlichen Kaiserreiches hin.
Schließlich ist die Entwicklung nicht mehr umkehrbar, die Japaner entscheiden sich zum Krieg und überfallen daraufhin am 7. Dezember 1941 mit ihren Flugzeugträgern den völlig überraschten amerikanischen Flottenstützpunkt Pearl Harbor auf Hawaii. Durch Nachlässigkeit und Ignoranz der Politiker und Militärs, die auf Warnungen der Nachrichtendienste nicht ausreichend reagieren, bleibt die US-Flotte im Status „unvorbereitet“, mehrere Schlachtschiffe werden versenkt, und mehr als 2.400 Menschen kommen ums Leben. Die amerikanischen Flugzeugträger sind jedoch außer Reichweite der japanischen Angriffsoperationen.
Der Kommandeur der japanischen Fliegerstaffeln will weiter angreifen, da die amerikanischen Flugzeugträger nicht versenkt werden konnten, doch Admiral Nagumo befiehlt den Rückzug nach Japan; mit der Ausschaltung der amerikanischen Schlachtschiffe hält er das Hauptziel des Angriffs für erreicht, und die Flotte sei für die weiteren Kriegsbemühungen des Kaiserreiches unentbehrlich.
Kurz vor dem Angriff wollten die Japaner um 13:00 Uhr Washingtoner Ortszeit den USA eine diplomatische Note überreichen, welche sämtliche Verhandlungen zwischen den beiden Ländern abbricht. Aufgrund von Verzögerungen in der japanischen Botschaft können sie dies erst nach dem Angriff tun. Die USA beantworten den Angriff mit einer Kriegserklärung. Admiral Yamamoto tritt auf das Vorderdeck seines Flaggschiffs hinaus und sieht eine furchtbare Auseinandersetzung herannahen.

## Kritiken
„Mit großem Aufwand und sichtlichem Bemühen um historische Genauigkeit inszenierter Kriegsfilm. Während zunächst eindrucksvoll die Wehrlosigkeit der Amerikaner, die aus Sorglosigkeit und Bindung an die Spielregeln der Demokratie resultiert, dargestellt wird, gerät der Film im weiteren Verlauf zu einem Feuerwerksspektakel, das den Krieg eher verharmlost.“

„Ein Kriegsschauspiel von bisher im Kino selten gesehenen Ausmaßen. Um historische Detailtreue und Nüchternheit bemüht, aber nicht ganz ohne bedenkliche Show- und Publicity-Effekte.“

## Hintergrund
- Das Funksignal „to ra, to ra, to ra“ („to“ für totsugeki, „Angreifen“, und „ra“ für raigeki, „Torpedos/Torpedobomber“) war das Signal, dass der Angriff in der Variante für vollständige Überraschung durchzuführen war, mit den Torpedobombern zuerst. Das Signal wurde auch von amerikanischen Funkern empfangen, sie verstanden statt „to ra“ jedoch „tora“, das japanische Wort für „Tiger“. Dies führte dazu, dass der Funkspruch als „tora, tora, tora“ bekannt wurde.
- Der Film entstand am Originalschauplatz auf Hawaii. Die in Japan gedrehten Teile sollten ursprünglich von dem Regisseur Akira Kurosawa gedreht werden. Als dieser nach zwei Jahren jedoch noch immer kein zufriedenstellendes Material abliefern konnte, übertrug 20th Century Fox diese Aufgabe an Kinji Fukasaku.
- An den Kinokassen war der Film zur Zeit des Vietnamkriegs ein finanzielles Desaster; mit der Zeit wurde er jedoch zu einem von Kritik und Filmfans gepriesenen Klassiker.

### Das Yamamoto-Zitat
Der legendäre japanische Admiral Isoroku Yamamoto sagt gegen Ende des Films: „I fear all we have done is to awaken a sleeping giant and fill him with a terrible resolve.“ (Deutsch wörtlich: „Ich fürchte, alles, was wir getan haben, ist, einen schlafenden Riesen zu wecken und ihn mit einer furchtbaren Entschlossenheit zu erfüllen.“) Die deutsche Synchronisation des Films weicht jedoch deutlich von der direkten Übersetzung dieses Satzes ab: „Es ist als ob wir einen schlafenden Riesen aufgeweckt und den Willen in ihm entfacht haben, mit allen Kräften zu kämpfen.“ In der letzten Szene des Films wird der Text „Ich befürchte, wir haben einen schlummernden, aber entschlossenen Giganten geweckt.“ eingeblendet. Der englische Satz wurde häufig zitiert und unter anderem im Film Pearl Harbor (2001) erneut verwendet, kann jedoch dem echten Yamamoto nicht zugeschrieben werden.

### Auszeichnungen
Tora! Tora! Tora! erhielt 1970 den Oscar in der Kategorie Beste Spezialeffekte und wurde mit folgenden vier Nominierungen bedacht: Beste Ausstattung, Beste Kamera, Bester Schnitt und Bester Ton.

### Wiederverwendung einiger Szenen
Einige Szenen aus diesem Film wurden auch für den Film Schlacht um Midway benutzt. Dazu gehören der Angriff auf den Flugplatz, brennende Flugboote, ein landender schwerer Bomber, eine Szene, in der ein Fahrzeug in eine eiserne Schiebetür einer Wartungshalle fährt, sowie explodierende Tankwagen und ein Flugabwehr-MG-Schütze mit zerfetztem Hemd.